# پیلگریمز
پیلگریمز (انگلیسی: Pilgrim's) شرکت صنایع غذایی آمریکایی است، که در سال ۱۹۴۶ توسط لونی پیلگریم تأسیس شد.